# Historia de Pinto (Madrid)

Escudo de armas de la Villa de Pinto.

La historia de Pinto (Madrid) España, comienza a conocerse a partir de una leyenda musulmana: La Leyenda del Arca y la denominación de Pinto como "centro geográfico de la península ibérica". Según la vieja leyenda, los musulmanes llevaron a cabo unas mediciones que situaron en el barranco del Egido de Pinto, en lo que ahora es la confluencia de las calles del Hospital y Maestra María del Rosario (hasta 1935 calle del Arca), el punto céntrico de la península. En el citado lugar, quedó enterrada bajo una piedra circular marcada con una X, el arca en cuyo interior depositaron los instrumentos que habían utilizado en sus mediciones. 
Sin embargo, existe una hipótesis que apunta a un origen romano del núcleo y al término "Punctum" (del latín: punto de paso) como origen del nombre del municipio, debido a la confluencia de cinco calzadas. Punto, que por corrupción del lenguaje, habría dado lugar al nombre actual: Pinto.

## Historia antigua
No se sabe cuándo llegaron a la zona sus primeros habitantes; los restos más antiguos se encuentran en la Cueva de Cuniebles, y hay otros asentamientos prehistóricos en las márgenes de los arroyos Prados y Culebro, en las cercanías de la cueva. En total se han encontrado en el término municipal cinco yacimientos de distintas épocas: paleolíticos, calcolíticos, de la Edad del Hierro y de tiempos de los romanos y los visigodos, de los que hay indicios de que reutilizaron construcciones romanas. 
Durante el dominio musulmán, entre el 711 y 1083, Pinto era una colonia de Getafe llamada Xata, que fue conquistada por Alfonso VI en su avance sobre Toledo.

## Época contemporánea

#### Guerra Civil
Pinto y Fuenlabrada fueron tomadas por las fuerzas franquistas el 2 de noviembre de 1936, unas horas después de caer Getafe  en manos del ejército franquista.

## Actualidad

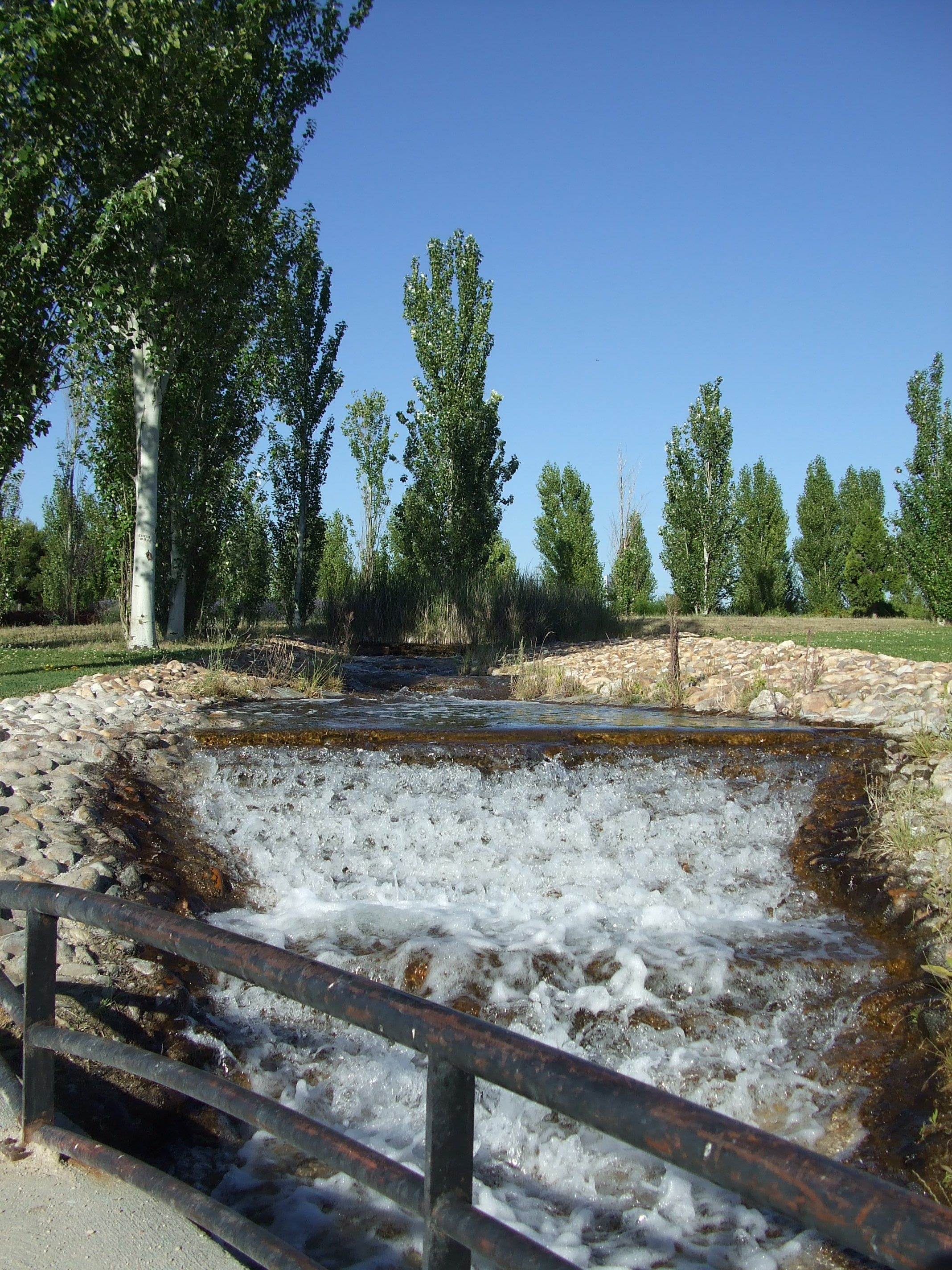
Arroyo de la fuente de piedra.

En 1979, con la llegada de la democracia se celebraron las primeras elecciones municipales, logrando la alcaldía Carlos Penit, quien entonces encabezaba la lista del Partido Comunista de España. El regidor repitió victoria en los años 1983, 1987 y 1991. En 1991, Penit fue condenado por el Tribunal Supremo por un delito de prevaricación y fue obligado a dimitir. Le sustituyó Gloria Razábal.
En 1995 el Partido Socialista, liderado por Antonio Fernández, ganó los nuevos comicios con un estrecho margen de 25 votos, y pactó para poder gobernar con mayoría estable con Plataforma Ciudadana e Independientes de Pinto. El regidor repitió victoria en los años 1999 y 2003. En 2005 dimitió voluntariamente y fue sustituido por Juan Tendero.
En 2007 el Partido Popular ganó las elecciones municipales con mayoría simple, pactando con Juntos Por Pinto para poder gobernar con una mayoría estable, proclamándose Miriam Rabaneda como alcaldesa.
El 5 de agosto de 2013, una pintada neonazi en un sector de la barrera de la Plaza de toros de Pinto sorprendió a muchos. Ésta decía: "Adolf Hitler tenía razón" y estaba acompañada de una caricatura. Luego del encierro, el sector fue pintado de rojo ocultando la frase.